# Clarke Griffin
Clarke Griffin é uma personagem fictícia do livro de ficção científica pós-apocalíptico The 100 escrito por Kass Morgan, e da série de televisão The 100 transmitida no canal The CW, sendo a protagonista de ambas as obras. É interpretada por Eliza Taylor na série. Ela aparece pela primeira vez no primeiro livro e depois no episódio piloto da série de televisão, sendo uma prisioneira de uma colônia espacial, a Arca, acusada de traição. Clarke é uma dos cem prisioneiros enviados para a Terra devido ao começo da falta de oxigênio na Arca após 97 anos orbitando o planeta depois da guerra nuclear. Enviados para morrer, Clarke e os outros prisioneiros descobrem que a Terra é um planeta habitável e devem sobreviver de diversas ameaças, enquanto tentam também salvar a Arca.

## Personagem

### Livros
Clarke Griffin nasceu e cresceu em uma colônia espacial acima da Terra, filha do Dr. David e Mary Griffin. Ela é uma estudante de medicina que espera seguir os passos de seus pais como médica, ministrada pelo consultor médico chefe do Conselho, Dr. Lahiri. Ela também está em um relacionamento com o filho da chanceler da colônia, Wells Jaha. Clarke descobre que seus pais estão conduzindo experimentos ilegais em crianças sob ameaça do corrupto Vice-Chanceler Rhodes. Ela confessa para Wells, que apesar de jurar seu sigilo, diz a seu pai, na esperança de salvar a família de Clarke de Rhodes. No entanto, devido à falta de evidências do envolvimento de Rhodes, os Griffins são presos, o que também encerra o relacionamento de Clarke com Wells; Clarke assume que seus pais são executados após sua prisão, levando-a a odiar Wells.
Dois anos depois, a Colônia decide enviar cem prisioneiros adolescentes para investigar se a Terra é habitável. Entre as cem estão Clarke, Wells, Octavia Blake, seu irmão mais velho Bellamy Blake e a amiga de Clarke, Thalia. Depois de chegar na Terra, Clarke e Bellamy se tornam atraídos um pelo outro e eventualmente desenvolvem um relacionamento romântico enquanto co-lideram os 100 com Wells.
Eventualmente, alguém atira fogo em seu acampamento, e finalmente descobrem que não estão sozinhos na Terra. Os 100 capturaram uma menina nascida na Terra, Sasha Walgrove, e ela revela que há pessoas da Colônia que chegaram antes dos 100. Clarke finalmente conhece o pai de Sasha, Max, que é o líder de uma colônia subterrânea sob as ruínas do Monte Weather Emergency Centro de Operações. Max revela que ele ajudou os pais de Clarke há dois anos, dando-lhe esperança de que eles ainda estão vivos. Ela também descobre que Wells e Bellamy são meio-irmãos paternos depois que Wells percebe que Bellamy é o filho secreto de seu pai de um relacionamento anterior.
Após a chegada de navios da Colônia, o Vice-Chanceler Rhodes tenta assumir o controle da comunidade que Clarke construiu com Bellamy e Wells na Terra. Com a ajuda de Sasha, Clarke, Wells e Bellamy escapam, mas Sasha é morta quando tenta ajudar Octavia. Enquanto as forças de Mount Weather e Rhodes lutam, Clarke, Bellamy e Wells são capturados durante a primeira troca, mas seus aliados derrotam e capturam Rhodes antes que ele pudesse executar o trio.
Durante o funeral de Sasha, Clarke se reúne com seus pais e se reconcilia com Wells, já que seus pais estão vivos, mas não retomará seu relacionamento anterior porque ela agora está apaixonada por Bellamy, com quem ela se sentiu mais feliz do que quando estava com Wells.
Mais tarde, Bellamy propõe a Clarke suas mãos em casamento, o que ela aceita.

### Televisão

#### Início da vida
Clarke nasceu no ano de 2131, foi criada por pais amorosos em uma situação de vida confortável na Arca. Sua mãe, Abby, era a chefe de medicina e seu pai, Jake, era o engenheiro-chefe. Os pais de Clarke eram bons amigos do chanceler Thelonious Jaha e ela era a melhor amiga do filho do chanceler, Wells Jaha. Seguindo os passos de sua mãe, Clarke tornou-se aprendiz de médico.
Em um vídeo da infância de Clarke, Clarke e Wells, praticam a Celebração do Dia da União. Enquanto Thelonious registra sua prática, Wells pergunta a seu pai como a Arca permanece no espaço. Clarke menciona que seu pai lhe disse que são os propulsores. Thelonious diz a ela que seu pai está correto.
Um ano antes de os delinquentes serem mandados para a Terra, Clarke ouve uma conversa entre seus pais, discutindo uma falha no sistema de suporte à vida da Arca e que está falhando. Mais tarde naquele dia, Clarke joga xadrez com Wells. Clarke, distraída com a notícia, começa a perder o jogo. Wells percebe que algo está errado com Clarke e a questiona. Clarke jura que ele mantém segredo e fala sobre a falha, assim como sobre o plano de seu pai de ir a público.
Depois de chegar em casa, Clarke ouve seu pai fazendo um vídeo revelando a verdade sobre a crise de oxigênio da Arca. Ela o confronta sobre a verdade e grita com seu pai, chamando-o de suicida ou burro porque ele planeja invadir o mainframe de comunicações. Clarke insiste em ajudá-lo, mas o pai dela diz que não. Momentos depois, a porta de sua casa se abre e a Guarda da Arca prende Jake por traição. Clarke o abraça e promete avisar o povo. Ela luta com os guardas que a seguram enquanto seu pai é levado embora.
Clarke encontra seu pai antes de sua execução e é capaz de dizer um último adeus antes de Jake ficar flutuando por seu crime. Clarke observa enquanto seu pai é sugado para fora da câmara e chora nos braços de sua mãe. Clarke pede desculpas repetidas vezes, achando que a morte de seu pai foi culpa dela. Sua mãe insiste que não foi culpa dela. Depois que seu pai é flutuado, Clarke é imediatamente presa por traição e enviada para o confinamento solitário em bloqueio juvenil.

#### Personalidade
Clarke é teimosa, determinada, confiável e inteligente. Como um líder natural nascido que é capaz de inspirar ao redor dela, Clarke contemplará e fará perguntas antes de agir. No entanto, ela demonstrou tomar decisões impulsivas. Ela também é justa, altruísta, atenciosa e leal a uma falha. Mesmo depois da morte de seu pai, Clarke mostra um alto nível de devoção e admiração por ele. Ela é rápida em chamar as pessoas para o comportamento delas. Ela tem um instinto maternal natural, como mostrado quando ela conforta Charlotte e depois a protege. Enquanto ela certamente tem uma boa cabeça em seus ombros, ela é rápida em acusar e demonstrou mau julgamento que resultou na morte de Charlotte.
Apesar do mundo cruel em que vive, Clarke está determinada a salvar a vida de todos, mesmo que eles não mereçam ser salvos; o que é evidente quando ela ajuda John Murphy, que uma vez tentou matá-la e é parcialmente responsável pela morte de Charlotte. Finn Collins acreditava que seu desejo de salvar a todos vem do fato de que ela não poderia salvar seu pai. Clarke tem uma forte bússola moral; até mesmo ao ponto de impedir que Miller e outros delinquentes matassem Anya, sua inimiga.
Ao contrário de Bellamy Blake, seu co-líder, Clarke é idealista e não vê razão para tortura, crueldade ou violência. Ela não deseja violência ou guerra e tenta evitar brigas. No entanto, ela vai trair suas crenças para proteger aqueles que ela cuida:
Como quando ela e Bellamy concordam com a tortura do grounder, Lincoln para salvar Finn Collins. Como quando Clarke também concordou com Bellamy em trazer armas para o campo de proteção, mesmo que ela não gostasse do pensamento.
Clarke tentou tomar as melhores decisões para o acampamento, o que muitas vezes levou-a a minar a autoridade e a regra de Bellamy. Clarke tem uma mente surpreendentemente afiada para a guerra e a estratégia, uma característica que levou Bellamy, Finn e Raven Reyes completamente de surpresa.
Clarke é descrita como uma líder natural, especialmente por sua mãe; quem menciona Clarke obteve suas qualidades de liderança de seu pai. O pai de Clarke menciona uma vez que ela obtém sua teimosia de sua mãe. Ela mostrou muitas vezes maturidade e sabedoria além de sua idade. Embora Clarke possa ser bastante contundente e fechada, ela tem um lado vulnerável, que ela só mostra em torno daqueles que ama e cuida. Como sua mãe, ela é uma curadora e usa bem suas habilidades.
Clarke também é retratada como artística, uma de suas forças que foi vista quando ela desenhou ao longo das paredes de sua cela.

#### Aparência física
Clarke é uma mulher jovem e bonita, com pele pálida, olhos azuis, rosto redondo, queixo escuro e cabelo loiro. Seu cabelo é frequentemente puxado para trás em um estilo de meia-metade e metade na primeira temporada. Clarke é de 1,65m e tem um físico médio a esbelto. Clarke também é mostrada usando brincos.
Ela geralmente usa camisas térmicas de manga comprida com algemas de crochet combinadas com uma jaqueta, jeans escuros e botas. Ela é frequentemente mostrada em cores escuras como; preto, cinza, azul marinho, verde escuro e castanho.
Enquanto estava em Mount Weather, Clarke foi vista em roupas brancas, uma regata e capris. Depois de ser liberada da quarentena, ela foi vista em roupas de cor pastel, uma camiseta rosa pálida, uma jaqueta azul clara e capris azuis claros, e alguns dias depois de chegar a sanctum foi vista com um vestido vermelho
Na terceira temporada, Clarke adaptou um estilo muito semelhante ao Grounders, incluindo cabelo trançado e pintura de guerra. Por um curto período de tempo ela se disfarçou de cabelo vermelho, mas foi lavada quando Roan tentou afogá-la.
Em 2156, Clarke tinha o cabelo loiro na altura dos ombros com listras vermelhas.

## Recepção
A personagem de Clarke Griffin recebeu elogios extremamente positivos, com alguns descrevendo-a como o "coração" da série.  Clarke foi colocada em 29 personagens incrivelmente Badass Femininos do BuzzFeed de 2015 e terceiro em 5 "Heróis de televisão que esmagaram" da Tell-Tale em 2015.